# Erythrolamprus mimus
Erythrolamprus mimus – gatunek niejadowitego węża z rodziny połozowatych (Colubridae). Występuje w Ameryce Centralnej i północno-zachodniej Ameryce Południowej. Prowadzi dzienny i zmierzchowy, naziemny tryb życia.

## Systematyka
Takson ten po raz pierwszy zgodnie z zasadami nazewnictwa binominalnego opisał w 1868 roku amerykański przyrodnik Edward Drinker Cope w „Proceedings of the Academy of Natural Sciences of Philadelphia”. Autor nadał wężowi nazwę Opheomorphus mimus, a jako miejsce typowe wskazał „obszar górniczy w wyżej położonych rejonach Ekwadoru lub Nowej Granady” (tj. Kolumbii). Syntyp ANSP 3689 odpowiada najdłuższemu okazowi o długości całkowitej 342 mm. Do rodzaju Erythrolampus gatunek przeniósł Karl Patterson Schmidt w 1936 roku. W 2012 roku w wyniku badań filogenetycznych Grazziotin ze współpracownikami stwierdzili, że gatunek ten jest najbliżej spokrewniony z nibykoralówką Eskulapa (Erythrolamprus aesculapii), Erythrolamprus miliaris i Erythrolamprus reginae.
Obecnie wyróżnia się dwa podgatunki Erythrolamprus mimus:
- E. a. micrurus Dunn & Bailey, 1939
- E. a. mimus Cope, 1868

### Etymologia
- Erythrolamprus: gr. ερυθρος eruthros „czerwony”[9]; λαμπρος lampros „błyszczący, świecący, lśniący”[10].
- mimus: gr. μίμος mimos „imitator, mim, aktor”[2].

## Morfologia
Jest to niewielki wąż o krótkiej, czarnej od góry i białej od spodu głowie, która jest tylko niewiele szersza od szyi, o czarnych oczach. Ubarwienie części grzbietowej jest czerwono-czarne lub czerwono-czarno-białe i składa się z serii pasów w ilości od 12 do 18 i różni się w zależności od miejsca występowania. W Hondurasie i Nikaragui to naprzemienne czerwone i czarne pierścienie, które mają jasne części środkowe. Osobniki ze wschodniej Panamy, zachodniej Kolumbii i Ekwadoru mają ubarwienie trójbarwne: jednolite czarne pierścienie oddzielone od czerwonych wąskimi białymi paskami. W dorzeczu Amazonki w Peru i Ekwadorze ma dwukolorowe ubarwienie czerwono-czarne. Ogon krótki, stanowiący tylko 10–13% długości całkowitej. Gatunek ten jest najbardziej podobny do Micrurus dumerilii transandinus i Micrurus ancoralis, od których różni się brakiem pełnych pierścieni oraz do Lampropeltis micropholis, od którego różni się posiadaniem białych pierścieni na obrzeżach czarnych.
Wymiary:
|                        | Samiec  | Samica  |
| Długość całkowita (mm) | 608     | 677     |
| Długość SVL (mm)       | 553     | 615     |
| Długość TL (mm)        | 55      | 62      |
| Tarczki brzuszne       | 171–199 | 171–199 |
| Tarczki podogonowe     | 46–56   | 46–56   |

## Występowanie
Erythrolamprus mimus występuje w Ameryce Centralnej i północno-zachodniej Ameryce Południowej – w Salwadorze, Hondurasie, Nikaragui, Kostaryce, Panamie, zachodniej Kolumbii, wschodnim i północno-zachodnim Ekwadorze, Brazylii i wschodnim Peru na wysokościach do około 2000 m n.p.m. W Ekwadorze odnotowano go w prowincjach Esmeraldas, Los Ríos, Manabí, Bolívar, Pichincha, Santo Domingo de los Tsáchilas i Carchi.

## Ekologia i zachowanie
Gatunek ten występuje głównie w tropikalnych lasach pierwotnych nizinnych i podgórskich, plantacjach i ogrodach. Prowadzi dzienny i zmierzchowy, lądowy tryb życia. Żeruje w ciągu dnia lub o zmierzchu, na gruncie. Dieta składa się głównie z węży (m.in. Atractus dunni, Atractus paucidens, Ninia atrata, Pliocercus euryzonus, Tantilla equatoriana czy Liotyphlops albirostris), płazów beznogich, jaszczurek i żab. Jako jeden z niewielu gatunków połyka ofiary od ogona. Jego głównym mechanizmem obronnym jest duże podobieństwo do jadowitych węży koralowych. W lęgu od trzech do ośmiu jaj.

## Status
W Czerwonej księdze gatunków zagrożonych IUCN Erythrolamprus mimus jest klasyfikowany jako gatunek najmniejszej troski (LC, ang. Least Concern). Trend populacji jest określany jako stabilny. Gatunek ten jest opisywany jako średnio pospolity (moderately common).